# Boulevard Hippolyte-Marquès
Pour les articles homonymes, voir Rue de la Zone.
Le boulevard Hippolyte-Marquès, anciennement boulevard de la Zone, est une voie du 13e arrondissement de Paris ou arrondissement des Gobelins et plus précisément dans le 50e quartier administratif de Paris ou quartier de la Gare.

## Situation et accès
Le boulevard Hippolyte-Marquès est situé à l’extérieur du boulevard périphérique. Commençant à l'intersection de l'avenue de Verdun et de l'avenue de la Porte-de-Choisy, elle marque le point de départ de la rue Mozart et de la rue Paul-Bert. Elle se termine au carrefour de l'avenue de la Porte-d'Ivry et de l'avenue Maurice-Thorez.

## Origine du nom
Cette voie honore Hippolyte Marquès, né le 28 février 1881 au Monastère (Aveyron). Militant communiste, il avait eu un café-restaurant-hôtel à Ivry-sur-Seine avant d'être assigné à résidence et interné pendant la drôle de guerre et sous le régime de Vichy. Libéré le 29 septembre 1942 pour raisons de santé, il meurt à Ivry-sur-Seine le 10 février 1944.
Le nom de cette rue lui a été attribué, par le conseil municipal d'Ivry-sur-Seine, le 27 juillet 1945.

## Historique

### La Zone
Le nom premier de cette voie fait référence à la zone militaire de l’enceinte de Thiers. Cette zone militaire était une zone non ædificandi, c’est-à-dire qu’on n’y pouvait rien construire — sauf illégalement.

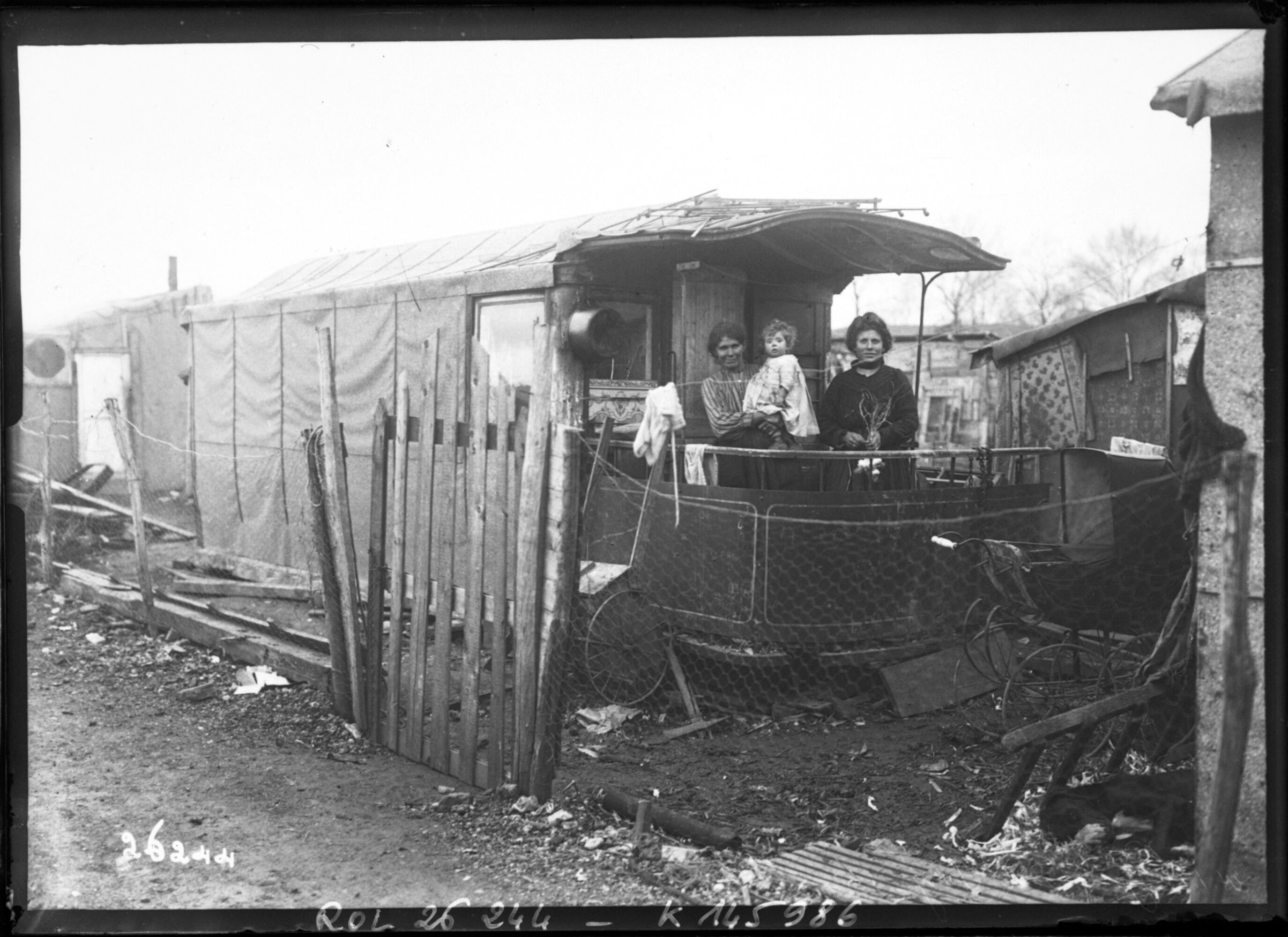
Habitants de la Zone (« Zoniers ») en leur habitat (Ivry-sur-Seine, 1913).

Ce terme de « Zone » devint synonyme de misère, comme l’indique le Trésor de la langue française : « Espace militaire qui s’étendait au voisinage immédiat des anciennes fortifications de Paris, occupé illégalement par des constructions légères et misérables. »

#### La rue de la Zone à Ivry-sur-Seine
Une rue d’Ivry-sur-Seine longeait la Zone et portait le nom de « rue de la Zone ».

#### Transfert du boulevard de la Zone d’Ivry-sur-Seine  à Paris
La partie de la Zone située sur le territoire d’Ivry-sur-Seine (Seine) fut annexée à Paris (Seine) par décret du 18 avril 1929 à l’occasion  de la démolition des fortifications de l’enceinte de Thiers.
Au moment du rattachement, cette voie se trouve englobée dans le territoire transféré et apparaît dans la nomenclature des voies parisiennes sous le nom de « boulevard de la Zone ».
Devenue boulevard, cette voie publique se distinguait de la rue de la Zone du 12e arrondissement de Paris, voie cédée à Paris par Charenton-le-Pont, toujours en 1929, et qui devint la rue Escoffier en 1954.
Le boulevard de la Zone devint donc en 1954 la dernière voie parisienne dans l’ordre alphabétique, la première étant la rue de l'Abbaye.
Le 27 juillet 1945 ou le 27 août 1945, le conseil municipal d'Ivry-sur-Seine donne le nom de « boulevard Hippolyte-Marquès » au boulevard de la Zone. Cette modification de nom suit la capitulation allemande du 8 mai 1945. À cette occasion, les édiles d’Ivry-sur-Seine ont sans doute oublié que ce boulevard de la Zone était rattaché à Paris depuis 1929,.

#### Le périphérique
Le boulevard a été fortement réaménagé en 1968 lors de la construction du boulevard périphérique de Paris. Il ne possède aucune construction du côté de Paris (côté des numéros pairs inexistants), étant directement contigu au boulevard périphérique qu’il surplombe.

#### La «guerre du nom»
Les mauvaises relations politiques entre la ville de Paris et la municipalité communiste d’Ivry-sur-Seine provoquèrent une guerre picrocholine. Jean Tiberi, alors maire (RPR) de Paris, fit valoir qu’au cadastre, ce boulevard figurait sur le territoire de Paris. Les plaques de rue portant le nom officiel « boulevard de la Zone » furent à nouveau apposées, et bientôt vandalisées par les résidents défendus par la municipalité d’Ivry-sur-Seine.
Depuis la victoire de la gauche à Paris, en 2001, le climat s’est apaisé. Le maire de Paris Bertrand Delanoë (PS), le maire d’arrondissement du 13e arrondissement de Paris Jérôme Coumet (PS) et le maire d’Ivry-sur-Seine (Val-de-Marne) Pierre Gosnat (PCF), ont eu à cœur de résoudre le problème.

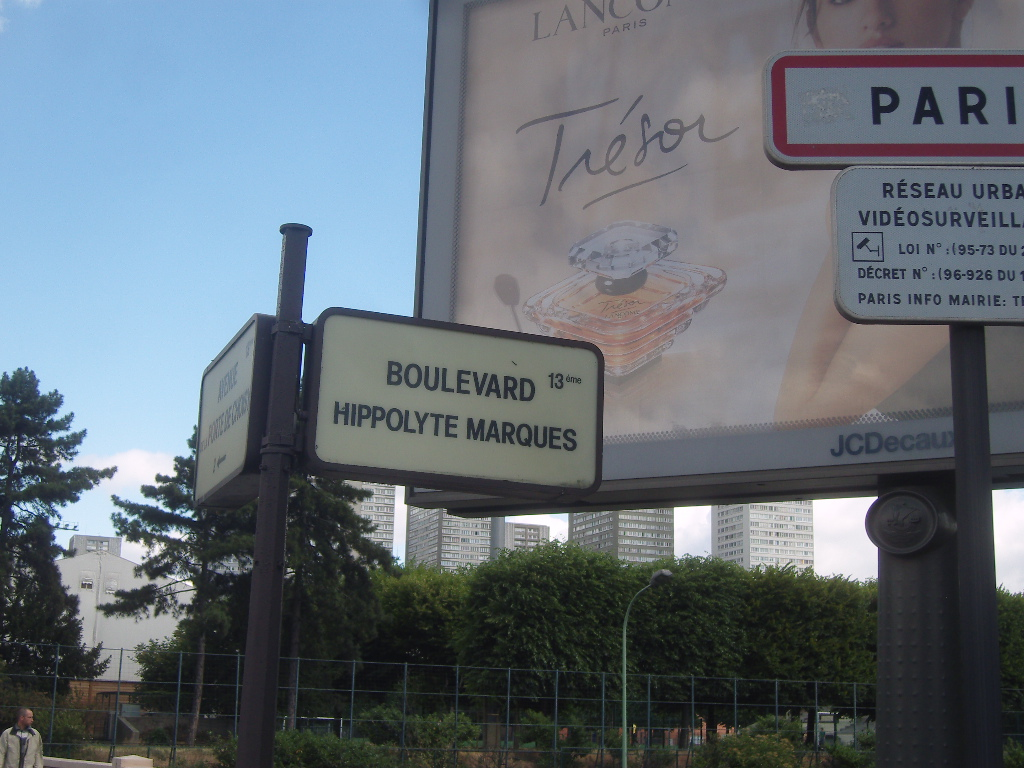
Signalétique urbaine à la date du 27 mai 2011 (côté Paris, à l’angle de l’avenue de la Porte-de-Choisy).

Depuis, sur place, rien ne permet plus de connaître cette appellation officielle de « boulevard de la Zone », puisque la plaque de rue de la ville de Paris reprend l’appellation « boulevard Hippolyte-Marquès » usitée à Ivry-sur-Seine, sur le trottoir des numéros impairs, côté sud.
Selon Pierre Gosnat, le nom « boulevard de la Zone », connoté de façon négative, faisait baisser les prix du foncier de 30 %.
La ville de Paris décide en 2011 que cette voie prend officiellement le nom de « boulevard Hippolyte-Marquès, ». La dernière voie parisienne dans l’ordre alphabétique deviendra alors la rue Zadkine qui porte ce nom depuis 1994 (mais les dernières créations odonymiques ne sont pas aisément accessibles).

## Bâtiments remarquables et lieux de mémoire
Le cadastre permet de constater deux choses :
- au cadastre de Paris : aucune parcelle cadastrée ne jouxte cette voie publique (intitulée « boulevard de la Zone ») ;
- au cadastre d’Ivry-sur-Seine : la voie est référencée sous le nom de « boulevard Hippolyte-Marquès » et la commune commence directement aux parcelles cadastrées (c’est-à-dire qu’il ne semble pas y avoir de portion de voie publique qui corresponde à cette voie à Ivry).

Bien que situés sur le territoire de la commune d’Ivry-sur-Seine, mais devant se référer par nécessité dans leur adresse à une voie publique n’appartenant pas cette commune (boulevard de la Zone, alias boulevard Hippolyte-Marquès), on peut citer :
- au 27, boulevard Hippolyte-Marquès à Ivry-sur-Seine (code postal 94200), le siège social des chaînes de télévision Ma chaîne étudiante et Vivolta.